# (6049) Toda
(6049) Toda est un astéroïde de la ceinture principale.

## Description
(6049) Toda est un astéroïde de la ceinture principale. Il fut découvert le 2 novembre 1991 à Kitami par Atsushi Takahashi et Kazuro Watanabe. Il présente une orbite caractérisée par un demi-grand axe de 2,39 UA, une excentricité de 0,13 et une inclinaison de 2,4° par rapport à l'écliptique.

## Compléments